# Тони Адамс
Тони Адамс (на английски: Tony Adams) е английски футболист и треньор. Бивш капитан на Арсенал и английския национален отбор. Кавалер на Ордена на Британската империя.

## Клубна кариера
През цялата си кариера играе за тима на Арсенал. От 1980 г. играе за юнощеския тим на „артилеристите“, а през 1983 г. дебютира в първия състав. Адамс оформя тандем в центъра на защитата с ирландския ветеран Дейвид О'Лиъри. През сезон 1986/87 печели Купата на лигата. През 1988 г., когато е на 21 години, става капитан на Арсенал, ставайки най-младият капитан в историята на клуба. Заедно с Лий Диксън, Стив Боулд (с времето сменен от Мартин Киоун) и Найджъл Уинтърбърн са дългогодишна защитна четворка на „артилеристите“. Благодарение на стабилната игра в отбрана Арсенал става шампион през 1988/89 и 1990/91.
През 1992/93 печели ФА Къп и Купата на лигата, а през следващия сезон извежда Арсенал и до победа в КНК. През сезони 1997/98 и 2001/02 печели дубъл – Висшата лига и ФА Къп. Слага край на кариерата си след края на сезон 2001/02.

## Национален отбор
Дебютира за националния отбор на Англия през 1987 г. в мач с Испания. Участва на Евро 1988, където вкарва един от двата гола на „трите лъва“ на турнира. Въпреки това, защитникът остава извън състава за Световното първенство през 1990 г. Две години по-късно Адамс пропуска Евро 1992 поради контузия. Адамс изиграва основна роля за достигането на полуфинал в домакинското Евро 1996, където англичаните губят от бъдещия шампион Германия. През 1998 г. за първи път играе на световно първенство. Във Франция обаче „трите лъва“ достигат едва до 1/8-финал. Последният му голям турнир е Евро 2000. Изиграва 66 мача и вкарва 5 гола за английския национален отбор.

## Треньорска кариера
През сезон 2003/04 е треньор на Уикъмб. Тимът обаче завършва последен във Втора дивизия и Адамс напуска.
През 2008/09 е старши треньор на Портсмут. Същия сезон Помпи изпада от Висшата лига поради финансови проблеми.